# Опыт Майкельсона — Гэля — Пирсона
Опыт Майкельсона — Гэля — Пирсона (1925) представляет собой модифицированную версию опыта Майкельсона — Морли и интерферометра Саньяка. В нём измеряли эффект Саньяка из-за вращения Земли, и таким образом, проверяли правильность специальной теории относительности или теории светоносного эфира во вращающейся системы координат Земли.

## Опыт
Цель опыта, как она была впервые предложена Альбертом А. Майкельсоном в 1904 г., а затем реализована в 1925 г., состояла в том, чтобы выяснить, влияет ли вращение Земли на распространение света вблизи Земли. Эксперимент Майкельсона — Гэля представлял собой очень большой кольцевой интерферометр (периметр 1,9 км), достаточно большой, чтобы определить угловую скорость Земли. Как и в исходном опыте Майкельсона — Морли, в версии Майкельсона — Гэля — Пирсона сравнивался свет от одного источника (угольная дуга) после прохождения в двух направлениях. Основное изменение заключалось в замене двух «плеч» оригинальной версии опыта Майкельсона — Морли двумя прямоугольниками, один из которых был намного больше другого. Свет направлялся в прямоугольники, отражаясь от зеркал в углах, и возвращался в исходную точку. Свет, выходящий из двух прямоугольников, сравнивался на экране так же, как свет, возвращающийся из двух плеч, в стандартном эксперименте Майкельсона — Морли. Ожидаемое смещение полос в соответствии с неподвижным эфиром и специальной теорией относительности было дано Майкельсоном как:
{\displaystyle \Delta ={\frac {4A\omega \sin \phi }{\lambda c}}}
где {\displaystyle \Delta } — смещение в полосах, {\displaystyle A} — площадь в квадратных километрах, {\displaystyle \phi } — широта (41° 46'), {\displaystyle c} — скорость света, {\displaystyle \omega } — угловая скорость Земли, {\displaystyle \lambda } — используемая эффективная длина волны. Другими словами, этот эксперимент был направлен на обнаружение эффекта Саньяка, связанного с вращением Земли.

## Результат
Результатом опыта было то, что угловая скорость Земли, измеренная астрономами, была подтверждена в пределах точности измерения. Кольцевой интерферометр эксперимента Майкельсона — Гэля не калибровался по сравнению с внешним эталоном (что было невозможно, так как установка была закреплена на Земле). Из его конструкции можно было сделать вывод, где должна быть центральная интерференционная полоса, если будет нулевой сдвиг. Измеренный сдвиг составил 230 частей на 1000 с точностью 5 частей на 1000. Прогнозируемый сдвиг составил 237 частей на 1000. Согласно Майкельсону — Гэлю, эксперимент совместим как с идеей стационарного эфира, так и со специальной теорией относительности.
Как уже указывал Майкельсон в 1904 году положительный результат в таких опытах противоречит гипотезе о полном увлечении эфира, так как вращающаяся поверхность Земли подвержена эфирному ветру. Напротив, опыт Майкельсона — Морли показывает, что Земля полностью увлекает эфир в своём орбитальном движении, что приводит к нулевому эфирному ветру, противоположному орбитальной скорости. Эти два результата не являются несовместимыми сами по себе, но в отсутствие модели, позволяющей их примирить, они более случайны, чем объяснение обоих экспериментов в рамках специальной теории относительности. Эксперимент согласуется с теорией относительности по той же причине, что и все другие эксперименты типа Саньяка (см. Эффект Саньяка). То есть вращение является абсолютным в специальной теории относительности, потому что не существует инерциальной системы отсчета, в которой все устройство находилось бы в покое в течение всего процесса вращения, поэтому пути света двух лучей различны во всех этих системах отсчета, следовательно должен быть положительный результат. Также можно определить вращающиеся системы отсчёта в специальной теории относительности (координаты Борна), но в этих системах отсчёта скорость света больше не постоянна в протяжённых областях, поэтому и с этой точки зрения должен иметь место положительный результат. в настоящее время эффекты типа Саньяка из-за вращения Земли обычно включаются в GPS.